# Jean-Paul Guedj
Œuvres principales
- 50 fiches de communication (2002)
- Service incompris (2006)
- Tout et rien (2008)
- Une poussière dans l'âme (2014)
- Journal Maximal 2020-2021-2022

Jean-Paul Guedj, né le 22 septembre 1952 à Bône en Algérie, est un écrivain, poète et comédien français. Il a également accompli  une large carrière de consultant, formateur, coach et conseil en entreprise en France et dans le monde. 

## Biographie
Après une enfance algérienne, et un intermède niçois, il vient s’installer, avec sa famille, en région parisienne, puis à Paris. De 1970 à 1976, il suit des études de philosophie (Paris I) et de lettres (Paris VII). C’est au sein du département de cette dernière université, « Sciences des textes et documents » dirigé par Julia Kristeva, qu’il assiste aux conférences de Roland Barthes et aux cours de Bernard Dort. Il y obtient une maîtrise de lettres modernes (option « théâtre ») et un diplôme d'études approfondies en sémiologie. Dans le même temps, il suit des cours d’acteur et participe à des expériences de vie de troupe où la mise en scène, comme les textes, sont créés en commun.
Après ses études et quelques années passées à enseigner aux diplomates étrangers la langue et la civilisation françaises à l’ENA (École nationale d’administration), il devient, dès 1982, consultant et intervient auprès de grandes sociétés.
De 1987 à 1990, il obtient un poste de maître de conférences associé à l'Université Sorbonne-Nouvelle en communication d’entreprise.
Il dirige par la suite plusieurs cabinets de conseil et poursuit son activité de consultant jusqu’à aujourd’hui.
Il publie, en 2002, aux éditions Bréal son 50 fiches de communication, ouvrage de référence dans le domaine, et en 2006 aux Éditions d'Organisation, Service incompris, un constat de l’état du service en France, dont les propos ont fait débat dans la presse – avec notamment la publication d’un article dans Les Échos qui évoqua largement l’ouvrage – et dans le monde de l'entreprise. Dès 2008, et jusqu’à aujourd’hui, il signe pour Larousse une douzaine d’ouvrages aux thématiques variées, relatifs à la vie professionnelle.
Au théâtre, au Bistro blanc en 2006, il joue un monologue sur la « connerie », Conférence sur un mal atroce, dont il est l’auteur, et plus tard, en 2008, au théâtre de Nesle, L'Ordre du symbolique, une pièce sur la paternité, dont il est également l’auteur. Par ailleurs, au cours de ces années, il donne de nombreuses lectures de ses œuvres dans différents lieux, dont le théâtre du Ranelagh.
Il publie six recueils de poèmes : Çà et là en 2005, Tout et rien en 2008, Une poussière dans l’âme en 2014, Forme bleue en 2018,,, Assaisonnade en 2019 et 50 sonnets en 2021.
Depuis 2020, sous le nom d'Antoine Benouard, il écrit des chroniques gastronomiques pour la revue en ligne "Saisons de Culture". 
En 2021, il publie "Journal Maximal" (Éditions Bonus), dont le sous-titre indique qu'il est un "roman de pensées". Sous forme de maximes, l'ouvrage raconte au jour le jour l'année 2020 marquée par la pandémie de la Covid-19. 
En 2022, ses "50 sonnets " (Éditions Bonus) sont publiés suivis du tome 2 du "Journal Maximal"  (Éditions Bonus) qui raconte l'année 2021. 
En 2023, le "Journal Maximal 3" (Éditions Bonus) est publié et des lectures publiques de la pièce de théâtre  "Moââ" sont réalisées.  
En 2024, Jean-Paul Guedj publie son tome 4 du "Journal Maximal" (Éditions Bonus). Puis en 2025, Le "Journal Maximal 5" aux mêmes éditions (Bonus)  (diffusion Amazon). 

### Travail et entreprise
- 50 fiches de communication, éditions Bréal, 2002 (troisième édition en 2014).
- Service incompris, Éditions d'Organisation, 2006[13].
- Vive le lundi ! Connaître le bonheur au travail, Larousse, 2008[14].
- Entreprise, mode d’emploi (ouvrage collectif), Larousse, 2009.
- Le Harcèlement dans l’entreprise, Larousse Poche, 2010.
- Le Coaching en mouvement (ouvrage collectif Syntec), Dunod, 2011.
- 50 règles d’or du management, Larousse, 2012[15].
- 50 règles d’or de la négociation, Larousse, 2012.
- 50 règles d’or pour survivre en entreprise, Larousse, 2012.
- 50 règles d'or pour prendre la parole en public, Larousse, 2013.
- Petites leçons d’optimisme, Larousse, 2014.
- Négocier avec succès, Studyrama, 2015[16].
- Manager avec efficacité, Studyrama, 2015.
- Les Coulisses de l’hôtellerie de luxe, Studyrama, 2015.
- Petit décodeur des phrases toxiques, Larousse, 2015.
- Toxicollègues, Larousse, 2016[17].
- Toxipatrons, Larousse, 2016
- 100 expressions toxiques sournoises, bêtes et horripilantes, Larousse, 2017.
- 50 règles d’or pour avoir de la répartie, Larousse, 2018[18].
- 50 règles d'or pour ne plus jamais être débordé(e), Larousse, 2019.
- Méditations managériales, Bonus, 2023.

### Théâtre
- L'Examen (lecture publique), 2000.
- Conférence sur un mal atroce, représentations à Paris (Bistro blanc), 2005-2006.
- Le Virus, éd. Les Réunions poétiques, 2008.
- L'Ordre du symbolique, éditions de Janus (pièce représentée au Théâtre de Nesle à Paris), 2008.
- Corps et âme (ou La Répétition), 2016 (lectures diverses, représentations en entreprise).
- Moââ, première lecture au théâtre "Les Déchargeurs" le 26 mai 2023.

### Poésie
- Çà et là, éditions de Janus, 2005.
- Tout et rien, éditions de Janus, 2008.
- Une poussière dans l’âme (préf. Francis Combes), Le Temps des Cerises, coll. « Le Merle Moqueur », 2014.
- (contribution) « 101 poèmes et quelques contre le racisme », Le Temps des Cerises, 2017.
- (contribution) Revue Zone sensible, numéros 3 et 5.
- Forme bleue, Scup, 2018[19].
- Assaisonnade, Saisons de Culture, 2018[20].
- (contribution) « Un chant pour Paris », Éditions Unicité, 2019.
- Préface du recueil de poèmes de Jean-Michel Politzer « Du Bruit sur tes mains», Éditions Unicité, 2019.
- 50 sonnets, Éditions Bonus, 2021. Diffusion Amazon.

### Maximes & Journal
- Journal Maximal, Éditions Bonus, 2021. Diffusion Amazon[21].
- Journal Maximal 2, Éditions Bonus, 2022. Diffusion Amazon.
- Méditations managériales, Bonus, 2023. Diffusion Amazon, Librairie La Petite Lumière, Tschann.
- Journal Maximal 3, Bonus 2023. Diffusion Amazon.
- Journal Maximal 4, Bonus 2024. Diffusion Amazon.
- Journal Maximal 5, Bonus 2025, Diffusion Amazon.